# Délit de fuites
Pour plus de détails, voir Fiche technique et Distribution.
Délit de fuites (Фонтан, Fontan) est un film soviétique réalisé par Youri Mamine, sorti en 1988. 

## Fiche technique
- Titre original : Фонтан
- Titre français : Délit de fuites[1]
- Réalisation : Youri Mamine
- Scénario : Vladimir Vardounas
- Photographie : Anatoli Lapchov
- Pays d'origine : URSS
- Format : Couleurs - 35 mm - Mono
- Genre : drame
- Durée : 101 minutes
- Date de sortie : 1988

## Distribution
- Assankoul Kouttoubaïev : Satybaldy Kerbabaïev
- Sergueï Dontsov : Piotr Lagoutine
- Janna Kerimtaïeva : Maïa Lagoutina
- Viktor Mikhaïlov : Pavel Mitrofanov
- Anatoli Kalmykov : Slavik Rouniov
- Lioudmila Samokhvalova : Katia Rouniova
- Alexeï Zalivalov : Dmitri Chestopalov
- Nikolaï Trankov : Ivan Gavrilovitch
- Ivan Krivoroutchko : Vassili Popov
- Nina Oussatova : Lioubov Andreïevna
- Pavel Fetissov : Vania
- Tatiana Leonova : Olga
- Elena Soudakova : Petrichtcheva